# Скринский, Александр Николаевич
Алекса́ндр Никола́евич Скри́нский (род. 15 января 1936, Оренбург) — советский и российский физик, доктор физико-математических наук, профессор. Директор Института ядерной физики имени Г. И. Будкера СО АН СССР в 1977—2015 гг.
Академик АН СССР (1970; член-корреспондент 1968). Лауреат Ленинской премии (1967), Государственной премии СССР (1989) и двух Государственных премий Российской Федерации (2001, 2005). Полный кавалер ордена «За заслуги перед Отечеством».

## Биография
Александр Николаевич Скринский родился 15 января 1936 года в Оренбурге. Среднюю школу окончил в городе Горьком, после чего поступил в Московский университет имени М. В. Ломоносова, который окончил в 1959 году.
Ещё будучи студентом 4-го курса физфака МГУ, А. Н. Скринский был в 1957 году принят в лабораторию Г. И. Будкера, которая входила в состав возглавлявшегося И. В. Курчатовым Института атомной энергии АН СССР (ныне — Курчатовский институт). С 1962 года научная деятельность Скринского связана с выросшим из лаборатории Будкера Институтом ядерной физики имени Г. И. Будкера СО АН СССР (директор в 1977 — 2015 гг., далее — научный руководитель ИЯФ СО РАН).
Доктор физико-математических наук (1966), профессор (1969).
26 ноября 1968 года избран член-корреспондентом, а 24 декабря 1970 года (в возрасте 34 лет) — действительным членом АН СССР (с 1991 года — РАН) по Отделению ядерной физики (физика высоких энергий).
Председатель Президиума Объединённого учёного совета РАН по физико-техническим наукам, член Бюро Президиума Сибирского отделения РАН, член Бюро Отделения физических наук РАН, член Бюро Совета РАН по работе с иностранными членами РАН и учёными-соотечественниками, проживающими за рубежом. Действительный член Американского физического общества (1999), иностранный член Шведской королевской академии наук (2000).

## Научная деятельность
Основные научные исследования А. Н. Скринского относятся к экспериментальной и прикладной физике. Он внёс значительный вклад в развитие физики ускорителей и физики высоких энергий (в частности, разрабатывал метод встречных пучков, участвовал в создании новых типов коллайдеров на электрон-электронных, электрон-позитронных и протон-антипротонных пучках).
В 1964 году совместно с Г. И. Будкером разрабатывал основы метода встречных пучков, на основе которого в Институте ядерной физики СО АН СССР был создан первый в мире коллайдер ВЭП-1 для экспериментов в области физики элементарных частиц и проведён цикл исследований по квантовой электродинамике. В 1966 году был построен электрон-позитронный коллайдер ВЭПП-2, эксперименты на котором дали ценные результаты по физике векторных мезонов и других адронов. Позднее метод встречных пучков стал основой современной экспериментальной физики высоких энергий; в частности, на базе технологий метода встречных пучков был построен Большой адронный коллайдер.
При участии А. Н. Скринского велась разработка теории движения спина в реальных магнитных полях ускорителей и накопителей, предложены методы управления движения спинов с использованием спиновых ротаторов.
А. Н. Скринский совместно с сотрудниками разработал методы получения поляризованных пучков и управления ими, а также метод электронного охлаждения. Он разработал и реализовал метод высокоточного измерения масс элементарных частиц с помощью резонансной деполяризации встречных электрон-позитронных пучков. Он также внёс большой вклад в развитие прикладных и оборонных работ, включая применение синхротронного излучения в исследовательских, технологических и медицинских целях, создание новых видов лазеров на свободных электронах, развитие электронно-лучевых технологий.
Создал одну из ведущих научных школ в области физики высоких энергий. Среди учеников А. Н. Скринского — 15 докторов и 45 кандидатов наук, члены РАН. Является автором более 300 печатных работ.

## Награды и премии
А. Н. Скринский награждён рядом государственных и международных наград и премий

### Государственные награды
- Орден «За заслуги перед Отечеством» I степени (5 февраля 2024) — за большой вклад в развитие отечественной науки, многолетнюю плодотворную деятельность и в связи с 300-летием со дня основания Российской академии наук[11]
- Орден «За заслуги перед Отечеством» II степени (22 февраля 2007) — за большой вклад в развитие отечественной науки и многолетнюю плодотворную деятельность[12]
- Орден «За заслуги перед Отечеством» III степени (5 августа 2000) — за заслуги перед государством, многолетний добросовестный труд и большой вклад в укрепление дружбы и сотрудничества между народами[13]
- Орден «За заслуги перед Отечеством» IV степени (6 февраля 1996) — за заслуги перед государством, успехи, достигнутые в труде, и большой вклад в укрепление дружбы и сотрудничества между народами[14]
- Орден Почёта (13 ноября 2018) — за заслуги в развитии науки и многолетнюю добросовестную работу[15]
- Орден Октябрьской Революции (1982)
- Орден Трудового Красного Знамени (1975)

### Премии и иные награды
- Государственная премия Российской Федерации 2001 года в области науки и техники (совместно с группой учёных) (5 августа 2002) — за цикл работ "Метод электронного охлаждения пучков тяжелых заряженных частиц"[16]
- Государственная премия Российской Федерации 2005 года в области науки и техники (9 июня 2006) — за выдающиеся достижения в области физики высоких энергий[17]
- Ленинская премия (1967) — за участие в разработке метода встречных пучков[1]
- Государственная премия СССР (1989)
- Премия имени В. И. Векслера (РАН, 1991)
- Демидовская премия (1997)
- Премия Роберта Уилсона (Американское физическое общество, 2002)
- Премия имени Карпинского (Фонд Альфреда Тёпфера[нем.], Германия, 2002)
- Золотая медаль имени П. Л. Капицы (РАН, 2004) — за цикл работ «Создание накопителей заряженных частиц для исследований по физике элементарных частиц и для использования их в качестве источников синхротронного излучения для разнообразных исследований»[5]
- Почётный житель Новосибирска[18].

## Публикации
- Дербенёв Я. С., Кондратенко А. М., Скринский А. Н.  О движении спина частиц в накопителе с произвольным полем // Доклады Академии наук. — 1970. — Т. 192, № 6. — С. 1255—1258.
- Дербенёв Я. С., Кондратенко А. М., Скринский А. Н.  Динамика поляризации частиц вблизи спиновых резонансов // Журнал экспериментальной и теоретической физики. — 1971. — Т. 60, № 4. — С. 1216—1227.
- Кулипанов Г. Н., Скринский А. Н.  Использование синхротронного излучения: состояние и перспективы // Успехи физических наук. — 1977. — Т. 122, № 4. — С. 369—418. — doi:10.3367/UFNr.0122.197707a.0369.
- Скринский А. Н., Мизин В. Г., Фоминский Л. П., Салимов Р. А., Куксанов Н. К.  Высокопроизводительные наплавка и оплавление порошковых покрытий пучком релятивистских электронов // Доклады Академии наук. — 1985. — Т. 283, № 4. — С. 865—869.
- Барышев В. Б., Колмогоров Ю. П., Кулипанов Г. Н., Скринский А. Н.  Рентгенофлуоресцентный элементный анализ с использованием синхротронного излучения // Журнал аналитической химии. — 1986. — Т. 41, № 3. — С. 389—401.
- Пархомчук В. В., Скринский А. Н.  Электронное охлаждение — 35 лет развития // Успехи физических наук. — 2000. — Т. 170, вып. 5. — С. 473—493. — doi:10.3367/UFNr.0170.200005a.0473.
- Матвеев В. А., Сисакян А. Н., Скринский А. Н.  Большой адронный коллайдер — новый шаг к познанию глубин материи // Теоретическая физика. — 2010. — № 11. — С. 46—55.
- Левичев Е. Б., Скринский А. Н., Тихонов Ю. А., Тодышев К. Ю.  Прецизионное измерение масс элементарных частиц на коллайдере ВЭПП-4М с детектором «Кедр» // Успехи физических наук. — 2014. — Т. 184, вып. 1. — С. 75—88. — doi:10.3367/UFNr.0184.201401c.0075.